# William Oakes
William Oakes (1 de julho de 1799 - 31 de julho de 1848) foi um botânico norte-americano. 